# 1956 w polityce
Wydarzenia polityczne w 1956 roku.

## Styczeń
- 1 stycznia – w Chartumie Sudan ogłosił niepodległość[1].
- 5 stycznia – urodził się Frank-Walter Steinmeier, minister spraw zagranicznych Niemiec[2].
- 14 stycznia – Mao Zedong ogłosił połączenie armii chińskiej i tybetańskiej w jedną siłę zbrojną oraz określił zakres władzy XIV Dalajlamy w sprawach wewnętrznych Tybetu[1].
- 28 stycznia – Niemiecka Republika Demokratyczna została przyjęta do Układu Warszawskiego[3].

## Luty
- 1 lutego – rząd Polski Ludowej wysłał do Stanów Zjednoczonych notę, w której protestował wysyłanie na terytorium Polski wysyłania amerykańskich balonów z literaturą antypaństwową. Akcję balonową przeprowadziło Radio Wolna Europa, przesyłając m.in. broszury z relacją Józefa Światły[4].
- 14 lutego – rozpoczął się w Moskwie XX Zjazd Komunistycznej Partii Związku Radzieckiego pod przewodnictwem sekretarza generalnego partii Nikity Siergiejewicza Chruszczowa. Na zjeździe nastąpiła poważna modyfikacja podstawowych tez ideologii leninizmu – uznano możliwość pokojowej koegzystencji świata kapitalistycznego i socjalistycznego[5].
- 24/25 lutego – Chruszczow wygłosił w ostatnim dniu obrad, na zamkniętym posiedzeniu delegatów na XX Zjazd KPZR, tajny referat O kulcie jednostki i jego następstwach, w którym ujawnił skalę zbrodni stalinizmu[6].

## Marzec
- 2 marca – Maroko, francuska kolonia, proklamowała niepodległość[1].
- 6 marca – Marian Spychalski został zwolniony z więzienia[4].
- 9 marca – Brytyjczycy deportowali z Cypru arcybiskupa Makariosa.
- 12 marca – w Moskwie zmarł Bolesław Bierut[7].
- 20 marca:
  - miały miejsce obrady VI Plenum KC PZPR – obecny na nich Nikita Chruszczow streścił referat o kulcie jednostki wygłoszony na XX Zjeździe KPZR[6].
  - I sekretarzem KC PZPR został Edward Ochab[4].
  - Francja uznała niepodległość Tunezji[1].
- 23 marca – Pakistan stał się pierwszą republiką islamską.

## Kwiecień
- 7 kwietnia – władze Hiszpanii uznały niepodległość swojej części Maroka (z wyjątkiem Ceuty, Melilli i Ifni)[1].
- 17 kwietnia – do mediów trafiła informacja o rozwiązaniu Biura Informacyjnego Partii Komunistycznych i Robotniczych[8].
- 23 kwietnia:
  - w Polsce ogłoszono amnestię dla więźniów politycznych[1].
  - został aresztowany wiceminister Roman Romkowski[4].

## Maj
- 3 maja – z kierownictwa PZPR odszedł stalinista Jakub Berman[4].
- 6 maja – w Kairze przedstawiciele Egiptu i Jordanii podpisali porozumienie o koordynacji działań zbrojnych przeciwko Izraelowi[1].
- 21 maja – Amerykanie przeprowadzili na atolu Bikini próbny, powietrzny wybuch swojej pierwszej bomby wodorowej[9].

## Czerwiec
- 13 czerwca – na życzenie władz radzieckich węgierski premier Mátyás Rákosi ustąpił ze stanowiska. Jego miejsce zajął Imre Nagy[10].
- 14 czerwca – do Polski wrócił Stanisław Mackiewicz, publicysta, premier rządu RP na emigracji[4].
- 18 czerwca – ostatnie brytyjskie oddziały opuściły Egipt[11].
- 28 czerwca – robotnicy zakładów Hipolita Cegielskiego (noszących wówczas imię Józefa Stalina) zażądali podwyżki płac i obniżki cen. Liczący kilkanaście tysięcy osób pochód, wsparty przez robotników z innych zakładów, zaatakował rządowe i partyjne budynki w mieście, gdzie doszło do walk (tzw. Poznański Czerwiec)[12].
- 29 czerwca – wojsko spacyfikowało demonstracje – w czasie starć zginęły oficjalnie 74 osoby, a kilkaset raniono. Tego samego dnia premier Józef Cyrankiewicz wygłosił słynne przemówienie, w którym powiedział o obcinaniu rąk podniesionych na władzę, zaś propaganda rządowa przedstawia wystąpienia jako spisek zachodnich agentów imperialistycznych[12].

## Lipiec
- 26 lipca – egipski prezydent Gamal Abdel Naser znacjonalizował Kanał Sueski, wywołując sprzeciwy Zachodu[11].
- 30 lipca – prezydent Dwight Eisenhower podpisał deklarację Kongresu amerykańskiego o przyjęciu słów In God we trust (Bogu ufamy) jako dewizy narodowej[13].
- Prasa radziecka opublikowała utajniony do tej pory, choć od dawna znany na Zachodzie, fragment testamentu Lenina ostrzegający przed samowładztwem Stalina[14].

## Wrzesień
- 7 września – minister spraw zagranicznych Adam Rapacki przedstawia na posiedzeniu Biura Politycznego KC PZPR projekt inicjatywy rozbrojeniowej, nazwanej później „planem Rapackiego”[4].
- 8 września – wizyta kanclerza RFN Konrada Adenauera w ZSRR[15].

## Październik
- 21 października – Władysław Gomułka został I Sekretarzem KC PZPR[16].
- 23 października – wybuchła węgierska rewolucja skierowana przeciwko komunistycznemu reżimowi. Węgry dokonały próby opuszczenia Układu Warszawskiego, wywołując reakcję ZSRR[16].
- 24 października – Władysław Gomułka wygłosił na placu Defilad w Warszawie przemówienie do zgromadzonych mieszkańców stolicy (początek tzw. odwilży politycznej)[17].
- 26 października – prymas kardynał Stefan Wyszyński został zwolniony z internowania[16].
- 29 października – miał miejsce początek kryzysu sueskiego. Izrael wkroczył na płw. Synaj i zepchnął wojska egipskie na linię kanału[11].
- 31 października – Wielka Brytania i Francja rozpoczęły bombardowanie Egiptu, chcąc doprowadzić do odblokowania zamkniętego przez Egipt Kanału Sueskiego[18].

## Listopad
- 1 listopada – Imre Nagy ogłosił wystąpienie Węgier z Układu Warszawskiego[19].
- 4 listopada – radzieckie czołgi wjechały do Budapesztu[19].
- 5 listopada – w Port Said dokonano desantu wojsk brytyjsko-francuskich[11].
- 6 listopada:
  - wybory prezydenckie w Stanach Zjednoczonych wygrał ponownie gen. Dwight Eisenhower[20].
  - Port Said znalazł się w rękach aliantów[18].
- 10 listopada – Związek Radziecki stłumił powstanie węgierskie[16].
- 13 listopada – Marian Spychalski zastąpił na stanowisku ministra obrony znienawidzonego przez społeczeństwo, rosyjskiego marszałka Konstantego Rokossowskiego[4].

## Grudzień
- 2 grudnia – oddział Fidela Castro wylądował na Kubie. Rozpoczęła się rewolucja kubańska[21].
- 18 grudnia – Japonię przyjęto do Organizacji Narodów Zjednoczonych[1].
- 29 listopada – zakończyło się wycofywanie oddziałów alianckich z Egiptu[18].